# Haniyur, Channapatna
Haniyur là một làng thuộc tehsil Channapatna, huyện Ramanagara, bang Karnataka, Ấn Độ.